# Maricq
Maricq est un nom de famille d’origine wallone. Ses variantes sont Maric, Maricque, Marique et ses noms dérivés sont Mariquet, Maricou et Maricot. Son origine incertaine, il provient d’un nom roman avec le suffixe -ik, d’un nom germanique (peut-être Mathrick qui a donné Médéric), ou de Marie.